# Кирико (персонаж)
Кирико Камори (яп. 家守 霧子 Камори Кирико) — персонаж медиафраншизы Overwatch. Впервые она появилась в Overwatch 2, шутере от первого лица 2022 года, разработанном компанией Blizzard Entertainment. Дизайн персонажа и механика игрового процесса основаны на образах, встречающихся в японском фольклоре и синтоизме. По сюжету игры мать обучила её навыкам ниндзя, а бабушка — духовности и истории её предков. Вобрав в себя эти способности, Кирико обладает силой «кицунэ» (с яп. — «лиса»), которую она использует для защиты вымышленного японского города Канэдзаки.
Она стала первым персонажем, представленным после окончания бета-тестирования Overwatch 2, а также первым персонажем, доступным через боевой пропуск. Решение Blizzard сделать всех будущих героев доступными только через боевой пропуск было встречено критикой со стороны игроков.

## Предыстория и разработка
В декабре 2020 года Blizzard объявила, что в оригинальную игру Overwatch в качестве карты для игрового режима Deathmatch будет добавлен вымышленный японский город Канэдзака. В следующем месяце компания Blizzard опубликовала вымышленное письмо, написанное некой Асой Ямагами, женщиной из Канэдзаки. В письме Асы, адресованном её похищенному мужу Тосиро, подробно описывается, как преступный клан Хасимото негативно влияет на Канэдзаку. В письме также упоминается, что дочь Ямагами получила клинки в подарок от Тосиро. Некоторые игроки предположили, что их дочь будет добавлена в игру в качестве нового персонажа.
Во время выставки Microsoft и Bethesda в июне 2022 года Blizzard представила трейлер Overwatch 2. В трейлере был показан новый персонаж, связанный с «лисьей тематикой». Второй период бета-тестирования Overwatch 2 завершился зашифрованным сообщением «What does the fox say?», отсылающим к одноимённой песне. Это сообщение было опубликовано разработчиками во внутриигровом чате. В интернете начали распространяться слухи о «девушке-лисе» по имени Кимико, но руководитель коммерческого отдела Overwatch Джон Спектор опроверг их. Вскоре после этого на YouTube появилась видеозапись незаконченной короткометражки, в которой банда Хасимото появляется в доме Кирико. В конце концов, Blizzard официально представили персонажа на выставке Tokyo Game Show 15 сентября. На мероприятии разработчики показали трейлер, рассказывающий об игровых механиках.
Кирико стала первым новым персонажем класса «поддержка», добавленным в Overwatch более чем за три года. Её озвучила актриса и певица Салли Амаки; она уже имела опыт в озвучивании аниме, а работа над Кирико стала её первым опытом в озвучивании видеоигр. Появление персонажа на экране в главном меню Overwatch 2 и в анимационном ролике 2022 года сопровождается песней «BOW» японского рэпера MFS. Скотт Дуве из Dot Esports написал, что журналисты обратили внимание на песню ещё во время раннего обзора игры. Он также отметил, что «мелодия идеально подходит Кирико. Её молодой задорный характер хорошо сочетается с зажигательным ритмом под японскую рэп-лирику». На русском языке героиню озвучила актриса Юлия Горохова. Дублированный трейлер игры не был опубликован на официальном русском YouTube-канале игры, но был добавлен на пресс-сайт Blizzard.

### Игровой процесс и стиль
Дизайн Кирико претерпел множество изменений в течение примерно четырёх лет разработки Overwatch 2. Изначально он возник из концепт-арта неиграбельного персонажа для PvE-режима игры. Команда разработчиков задумывала Кирико как вражеского юнита, и Аарон Цанг, арт-директор по персонажам, нарисовал «целую кучу ниндзя, которые потенциально могли бы быть врагами». В конечном итоге компания Blizzard решила попытаться превратить её в играбельного персонажа. В первоначальном варианте Кирико владела массивным сюрикэном, вдохновлённым фиджет-спиннером, и имела несколько более классический вид ниндзя. Этот дизайн был позже объединён с традиционной одеждой мико и современной эстетикой уличной одежды. Между тем, концепт её комично огромного сюрикэна, который работает примерно как бумеранг, будет в дальнейшем использован для Королевы Стервятников, другого нового персонажа Overwatch 2.
На способности Кирико сильно повлияли духовные объекты, связанные с синтоизмом. Для лечения своих товарищей по команде она использует офуда — бумажные талисманы. Также она владеет кунаями, которые используются для нанесения повреждений противникам. Прежде, чем остановиться на офуда, команда разработчиков экспериментировала с исцеляющим ружьём, похожим на дробовик. Также команда отказалась от ранних концепций её снаряжения, включавших в себя дымовые шашки и способность «теневой ниндзя-клон»; при разработке героини они стремились создать персонажа, который стимулировал бы игроков, обычно предпочитающих роль штурма, попробовать себя в роли поддержки.
В отличие от динамики сражений 6 на 6, использовавшейся в оригинальной Overwatch, Кирико была разработана с учётом структуры 5 на 5 в Overwatch 2. Кроме того, по словам Патрика Дейна из TechRadar, «персонажи Overwatch 2 сложнее в освоении, чем персонажи оригинальной игры, а Кирико, возможно, одна из самых сложных и трудно осваиваемых в игре».
Цю Фан, ведущий концепт-художник Overwatch 2, описал её как «боевого целителя». Хоть её основная роль в игре — лечить и защищать союзников, её скорость сравнима со скоростью Гэндзи и Трейсер, а эффективность исцеления — на одном уровне с Ангелом и Мойрой. Благодаря сочетанию исцеления и высокой скорости, она способна быстро вступать в бой и выходить из него, при этом она «не является героем, который просто сидит и лечит». По словам нарративного дизайнера Blizzard Кюнгсео Мина, дизайн Кирико был в значительной степени вдохновлён Гэндзи. Первоначальный вопрос, которым задалась команда разработчиков при её создании, звучал так: «как мы можем создать героя поддержки, чтобы он понравился игрокам, которым нравится Гэндзи?». Способность наносить значительный урон была частью стремления команды сделать персонажа поддержки более «живучим».

### История персонажа
Как и в предшественнице, в Overwatch 2 на старте не было традиционного сюжетного режима. PvE-режим, представляющий собой сюжетные миссии, изначально планировался к выходу в 2023 году. Как и в оригинальной Overwatch, бо́льшая часть сюжета сиквела подаётся игрокам с помощью трансмедийных методов, например письма, написанного матерью Кирико. 20 сентября 2022 года компания Blizzard выпустила трейлер к Overwatch 2, в котором была показана короткая анимационная история нового персонажа.
По сюжету игры, Кирико Камори — мико и ниндзя-целитель родом из Канэдзаки. Это вымышленный город, созданный на основе Токио. Впервые он появился в качестве карты для игрового режима Deathmatch в обновлении 2021 года для Overwatch. Карта присутствует и в Overwatch 2. Разработчики игры описывают Кирико как «забавную», она часто использует «драйвовый» и «язвительный» юмор. Её поведение было создано в соответствии с её стилем игры — поскольку в игре она сочетает роли поддержки и штурма, в бою она действует «в лоб». Источником вдохновения для личности Кирико назвали Камию Каору, персонажа манги и аниме Rurouni Kenshin.
Кирико — дочь Тосиро и Асы Ямагами, поэтому носит титул «Защитница Канэдзаки». Её семья владеет бизнесом под названием «Клинки Ямагами». Аса обучала Хандзо и Гэндзи из преступного клана Шимада. В юности Кирико часто присоединялась к этим тренировкам, и братья Шимада стали воспринимать её как «милую, маленькую племянницу». После падения клана Шимада возникли менее нравственные преступные организации. Отец был похищен одним из таких кланов — Хасимото, из-за чего магазин «Клинки Ямагами» пришлось закрыть. Вместе с другими «молодыми одарёнными людьми», которых называют ёкаи, Кирико защищает улицы Канэдзаки.
Помимо тренировок с матерью, Кирико также училась у своей бабушки. Та познакомила свою внучку с историей предков, связанной с храмом Канэдзаки, а также обучила защитным и целительным умениям. По словам Мина, Кирико выступает в роли «моста между духовным мышлением её бабушки и более современными верованиями». Она владеет способностями кицунэ — лисицы, обладающей духовной силой.

## Игровой процесс
Кирико классифицируется как персонаж класса «поддержка», но отмечается, что она может как исцелять союзников, так и наносить урон. Кюнгсео Мин описал её как «высокомобильного гибридного целителя». Основным оружием Кирико является «Исцеление Офуды»; героиня посылает серию из пяти медленно движущихся офуда своим товарищам по команде, чтобы исцелить их. Её вторичное оружие, «Кунай», даёт возможность наносить урон противникам. Урон при критическом попадании может быть высоким, что полезно для метких игроков, но в других случаях лезвия наносят низкий урон. Как Гэндзи и Хандзо, Кирико обладает пассивным умением лазать по стенам.
В её набор способностей также входит «Быстрый шаг», который позволяет ей видеть союзников сквозь препятствия и быстро телепортироваться к ним. Благодаря этой способности Кирико стала первым персонажем Overwatch, умеющим проходить сквозь стены. Ещё одно умение — «Защита Судзу»; Кирико бросает небольшой колокольчик, который активируется при соприкосновении с каким-либо объектом и делает союзников в небольшом радиусе невосприимчивыми к любому урону на короткое время. Эта защита также снимает все негативные эффекты, даже те, которые накладываются ультимативными способностями. При этом, в целях баланса, способность имеет довольно долгое время перезарядки. Ультимативное умение «Рывок кицунэ» призывает духа лисы, который даёт всем союзникам увеличенные скорость передвижения и атаки и уменьшает время перезарядки способностей.

## Появления
Наряду с Королевой Стервятников и Соджорн, Кирико входит в число первых трёх новых персонажей, добавленных в Overwatch 2. В отличие от предыдущей игры, в Overwatch 2 появилась система боевого пропуска. Королева и Соджорн стали доступны сразу всем игрокам, независимо от того, являются они новичками или нет. Кирико, однако, нужно разблокировать через боевой пропуск игры, что делает её первым персонажем Overwatch с таким отличием. Боевой пропуск на первый сезон Overwatch 2 начал действовать одновременно с запуском игры в раннем доступе 4 октября 2022 года. Игроки могут разблокировать Кирико на 55-м уровне из 80 в бесплатной версии боевого пропуска. Однако при покупке премиум-версии пропуска за 10 долларов персонаж разблокируется сразу. Для продвижения игры Blizzard бесплатно выдала Кирико владельцам оригинальной Overwatch. После окончания первого сезона персонажа можно приобрести за монеты во внутриигровом магазине. В первые две недели после выхода персонаж был недоступен для соревновательного режима игры. Это было сделано для того, чтобы игроки могли протестировать способности Кирико, прежде чем использовать её в более напряжённых рейтинговых матчах.
Кирико появилась в короткометражном анимационном фильме, который был выпущен на той же неделе, что и Overwatch 2 — его премьера состоялась на TwitchCon 7 октября 2022 года. В фильме рассказывается об отношениях Кирико с матерью, о борьбе с кланом Хасимото — группировкой, похожей на якудза, и о помощи своим соседям. Также был выпущен короткий рассказ «Ёкаи», автором которого является Кристи Голден. Рассказ помогает более детально обрисовать историю Кирико и связать её с обширной историей мира Overwatch.

## Реакция
После появления персонажа Адам Бенджамин прокомментировал: «Кирико выглядит так, будто её создали в лаборатории специально, чтобы она понравилась игрокам. Вам нравится играть за поддержку? Вот, пожалуйста. Вам нравятся ниндзя? Та-да. Лисы? Ваш ультимейт — лиса. И, честно говоря, эта лабораторная формула работает». Джессика Ховард с GameSpot написала, что Кирико «излучает некую юношескую энергию и ум, что делает её невероятно привлекательной».
Поскольку Кирико была первым персонажем Overwatch, включённым в качестве награды за прохождение боевого пропуска, игроки часто приводили её в качестве примера, когда критиковали систему боевого пропуска, введённую в Overwatch 2. Хотя общая реакция игроков на боевой пропуск была негативной, Си Джей Уилер с Rock, Paper, Shotgun отметил, что «по крайней мере, людям, похоже, нравится Кирико».